# Alfredo Aceves
Alfredo Aceves Martínez (nació 8 de diciembre, de 1982 en San Luis Río Colorado, Sonora, México) Es un lanzador que jugó en las Grandes Ligas de Béisbol, jugando para los Yankees de Nueva York y los Boston Red Sox. Emplea una recta mediada entre 144-150 km/h, una curva, un cambio de velocidad y una recta cortada. Es conocido por su control y habilidad para lanzar cualquiera de sus envíos en cualquier conteo.

## Carrera
Aceves lanzó en la Liga Mexicana de Béisbol por seis temporadas, incluyendo los Leones de Yucatán y los Sultanes de Monterrey durante el verano y en la Liga Mexicana del Pacífico para los Tomateros de Culiacán durante el invierno.
Comenzando el 2008, Aceves consiguió firmar con los Yankees en el receso de temporada, jugando para los Tampa Yankees de la liga de Clase-A avanzada, siendo promovido a la liga de Clase Doble-A en el equipo de Trenton Thunder y posteriormente a liga de clase Triple-A en el equipo de Scranton/Wilkes-Barre Yankees. Fue nombrado el lanzador de la semana finalizada el 25 de mayo de 2008 de la Liga del Este.
Después de combinar un récord de 8-6 con efectividad de 2.62 en los tres equipos de ligas menores de los Yankees, Aceves fue llamado al equipo grande el 28 de agosto de 2008. Realizando su debut en ligas mayores con los Yankees el 31 de agosto, convirtiéndose en El 106to ligamayorista en haber nacido en México, al lanzar dos entradas en blanco como relevista.
Después de haber lanzado efectivamente un sus apariciones de relevo, Aceves fue movido a la rotación de lanzadores abridores en reemplazo de Darrell Rasner. En la primera apertura en su carrera, lanzó siete entradas, permitiendo una carrera, ponchando a dos en contra de Los Angeles Angels of Anaheim, acreditándose le victoria.
El 8 de febrero de 2011, se anunció su traspaso a los Medias Rojas de Boston por 650,000 dólares.

## Trivia
Sus apodos en México son Shelly y Patón (o Patoncito). Actualmente se encuentra jugando en México con los Naranjeros de Hermosillo. Él es hermano de Jonathan Aceves el gran receptor de Naranjeros de Hermosillo en la Liga Mexicana del Pacífico y de Saraperos de Saltillo en la Liga Mexicana de Béisbol. 
Utiliza en su uniforme el # 91. Debido a que en su adolescencia él y sus amigos eran grandes aficionados a los Chicago Bulls de la NBA. Mientras sus amigos eran fanáticos de Michael Jordan y Scottie Pippen, el jugador favorito de Aceves era Dennis Rodman.